# Badr Hari
Badr Hari (Amsterdam, 8 dicembre 1984) è un kickboxer marocchino con cittadinanza olandese.

## Carriera
È stato il primo detentore nella storia del titolo dei pesi massimi K-1, vinto nel 2007 a spese del giapponese Yusuke Fujimoto e difeso fino al 2007, quando venne privato della cintura per comportamento antisportivo durante la finale del K-1 World Grand Prix persa contro Remy Bonjasky. È stato anche campione dei pesi massimi nell'organizzazione olandese It's Showtime grazie alla vittoria per KO contro Semmy Schilt, titolo anch'esso perso per squalifica dovuta a comportamento antisportivo: questa sua attitudine, esplosa anche fuori dal ring in più occasioni culminate con il suo arresto, l'ha portato ad essere soprannominato Bad Boy.
Nel 2013 Hari viene rilasciato in libertà, e si guadagna subito l'occasione di partecipare al torneo ad eliminazione K-1 World Grand Prix 2012 Final a Zagabria, in Croazia, chiamato a sostituire il lottatore Ben Edwards. L'incontro con Zabit Samedov, valido per i quarti di finale, rappresenta in realtà un rematch essendosi i due già sfidati nel 2009, e come allora Hari ne esce vincitore, stavolta per decisione unanime, rimediando però una frattura al piede che lo costringerà ad abbandonare prematuramente il torneo.
Una terza possibilità per Zabit Samedov di sfidare Hari si materializzerà appena due mesi dopo nella città di Mosca, in Russia, in occasione del Legend Fighting Show. Hari si dimostra sin dall'inizio molto aggressivo, ma stavolta è il lottatore azero a sferrare i colpi migliori, con un poderoso gancio sinistro sul volto di Hari che costringerà l'arbitro ad un conteggio nel primo round, ed un ulteriore gancio nel secondo round che gli impedirà di rialzarsi, pur restando sulle ginocchia e in apparenza lucido, decretando così la vittoria da parte di Samedov.